# Лызлов, Николай Всеволодович
Никола́й Все́володович Лы́злов (21 ноября 1955, Ленинград, СССР — 7 июня 2024) — российский архитектор, работавший в Москве, руководитель бюро «Архитектурная мастерская Лызлова», преподаватель МАРХИ и школы МАРШ, профессор отделения Международной академии архитектуры в Москве (МААМ), вице-президент Союза московских архитекторов, обладатель архитектурных премий.

## Биография
Родился 21 ноября 1955 года в Ленинграде. Окончил МАРХИ в 1980 году, работал в различных проектных институтах, в том числе в Гипротеатре и Моспроекте-1. Собственную мастерскую АМЛ («Архитектурная мастерская Лызлова») открыл в 1992 году.
Умер 7 июня 2024 года в возрасте 68 лет.

## Основные постройки и проекты
По проектам архитектора реализованы торговые, жилые и офисные здания, большая часть — в Москве. Для Н. В. Лызлова свойственна работа с историческим контекстом и ландшафтом,. Архитектура многих проектов наследует идеям авангарда 1920-х годов и советского модернизма.
- Административное 8-этажное здание в Милютинском переулке, 2001 год, с главным фасадом в виде глухой белой стены, примыкающий к реконструированному двухэтажному историческому дому.
- Торговый центр «Покров мост» на Большой Семёновской улице (2001 год) с двумя врезанными друг в друга кирпичным и стеклянным объёмами.
- Гараж-паркинг на 9-й Парковой улице, 2004 год, здание белого цвета с главным торцевым фасадом, обращённым к улице скошенной линией крыши, острыми углами окон, поставленное на ножки, и имеющее принцип непрерывного движения по прямым пандусам с перепадом в пол-уровня в основе конструктива.
- Проект апарт-отеля на Верхней Масловке с двухуровневыми квартирами 50, 75 и 150 м² (2005 год, не реализован).
- Офисное здание «Пушкинский дом» на Страстном бульваре, 2006 год. Фасадная стена здания слегка наклонена вперёд. В ходе строительства был воссоздан снесённый в 1997 году особняк писателя А. В. Сухово-Кобылина[6].
- Магазин с кафе на Стромынке, 19 (2007 год).
- Жилой дом в посёлке Бенилюкс (2007 год).
- Жилой комплекс «Город яхт», Ленинградское шоссе, 37 (2007 год) — лежачий небоскрёб (300 м), протянувшийся одним концом — к кромке Химкинского водохранилища (планировалось, что под нависающей над водой консолью должны парковаться яхты), а противоположной торцевой стеной с рисунком Валерия Кошлякова — к шоссе.
- Интерьер дома в посёлке Бушарино (2009 год).
- Реконструкция гостиницы «Арктика» в Мурманске.
- Реконструкция двухэтажного краснокирпичного здания бывшего училища XIX века на 2-й Боевской улице (2011—2013 годы) — лауреат премии «Золотое сечение»[7].
- Реконструкция бывшего доходного дома Стуловых (Малый Знаменский переулок, 8 стр. 1) для будущего Дома текста Музея изобразительных искусств имени А. С. Пушкина, начало в 2016 году[8].

## Награды
- «Арх Москва»: лучшая постройка 2001 года — магазин «Покров мост» на Большой Семёновской улице, 28[9].
- «Арх Москва»: лучшая постройка 2002 года — диплом за лучшее здание за дом в Милютинском переулке[10].
- «Золотое сечение» 2015 года — реконструкция здания на 2-й Боевской улице[11].
- «Золотое сечение» 2021 года — Гран-при в разделе «Реализация» за комплекс офисных зданий на Верхней Красносельской улице (Н. Лызлов, А. Янкова, Ю. Головина, А. Шомова, Д. Антонов)[12].

## Выставки
Участник российской экспозиции на Архитектурной биеннале в Венеции в 2008 году.